# Mindel Trench British Cemetery
Mindel Trench British Cemetery is een Britse militaire begraafplaats met gesneuvelden uit de Eerste Wereldoorlog, gelegen in de Franse gemeente Saint-Laurent-Blangy (Pas-de-Calais). De begraafplaats werd ontworpen door Noel Rew en ligt 1,5 km ten oosten van het gemeentehuis van Saint-Laurent-Blangy. Ze wordt omringd door nieuw bebouwde percelen en is bereikbaar vanaf de Rue Henri Barbusse via een pad van 110 m. Het terrein heeft een rechthoekig grondplan met een oppervlakte van 825 m² en wordt begrensd door een muur van gekloven silexstenen afgedekt met ruwe natuursteen. Centraal tegen de noordelijke muur staat het Cross of Sacrifice.
Er worden 191 doden herdacht waaronder 9 niet geïdentificeerde.
De begraafplaats wordt onderhouden door de Commonwealth War Graves Commission.

## Geschiedenis
De frontlijn liep tot 9 april 1917 door de gemeente. Op deze eerste dag van de Slag bij Arras werd een loopgraaf die Mindel Trench werd genoemd (naam overgenomen van de Duitsers) door de 9th (Scottish) Division ingenomen. De begraafplaats werd na de slag naast deze loopgraaf ingericht. Ze werd door tot september 1918 gebruikt door gevechtseenheden en veldhospitalen.
Onder de geïdentificeerde slachtoffers zijn er 180 Britten en 2 Zuid-Afrikanen.

### Onderscheiden militairen
- W. McGildowny, majoor bij de Royal Garrison Artillery werd onderscheiden met de Distinguished Service Order (DSO).
- J. Gentleman, soldaat bij de Gordon Highlanders werd onderscheiden met de Distinguished Conduct Medal (DCM).
- de soldaten J. Cook en J. Wilson werden onderscheiden met de Military Medal (MM).